# Tử anh
Tử anh (danh pháp hai phần: Oriolus traillii) là loài chim thuộc họ Vàng anh. Chim tử anh có ở Bangladesh, Bhutan, Campuchia, Trung Quốc, Pakistan, Ấn Độ, Lào, Myanmar, Nepal, Đài Loan, Thái Lan và Việt Nam.
Môi trường sống tự nhiên là các khu rừng ẩm nhiệt đới và cận nhiệt đới.